# Грязный рэп
Грязный рэп (англ. dirty rap), также порно-рэп, секс-рэп, бути-рэп или порнокор — поджанр хип-хопа, отличительной чертой которого является превалирующая откровенно сексуальная тематика в песнях.
Как правило, содержание песен этого жанра целенаправленно откровенно и порнографично, иногда до абсурдного или оскорбительного. Исторически грязный рэп содержал ярко выраженное басовое звучание, навеянное басовой рэп-сценой Майами. Однако в XX веке на звучание порнокора сильно повлияли такие музыкальные направления, как балтимор-клаб, гетто-хаус и геттотех. Начиная с 2000-х годов многие песни этого жанра использовались в качестве саундтреков к порнографическим фильмам, заменив традиционную порнографическую музыку.

## Формирование: конец 1980-х — начало 1990-х
Хотя формально жанр существовал с конца 1970-х, когда был выпущен альбом Rapp Dirty музыканта Blowfly, расцвет этого направления пришёлся на 1980-е годы, когда был выпущен альбом Don’t Stop Rappin’ (1983) рэпера Too Short, тематика которого была сфокусированна на сексе. Хотя релиз не привлёк большого внимания за пределами его родного города Окленда, он продолжал использовать провокационные и сексуальные тексты на протяжении всей своей карьеры, что принесло ему шесть платиновых альбомов и три золотых. Порнокор попал в мейнстрим благодаря скандальной рэп-группе 2 Live Crew, чья дебютная пластинка The 2 Live Crew Is What We Are, записанная в поджанре майами-бейс, содержала порнографические тексты — создав широкий общественный резонанс. Однако только в их следующим альбоме As Nasty as They Wanna Be (1989) грязный рэп сформировался как полноценный жанр. После нападок со стороны консервативных критиков, цензоров и адвокатов 2 Live Crew ответили альбомом Banned in the U.S.A. (1990), представляющим собой более политизированную запись.
2 Live Crew вернулись к порнокоровым корням выпуском альбома Sports Weekend (As Nasty As They Wanna Be Part II) (1991), из-за чего была раскритикована многими музыкальными публицистами. Тем не менее, начиная с этого альбома, группа больше не затрагивала политизированную повестку, сконцентрировавшись на грязном и тусовочном рэпе.
На волне популярности 2 Live Crew у жанра появились последователи. Большого успеха добились порнокор-группы Poison Clan и Bytches With Problems. Популярное хип-хоп трио Salt-N-Pepa также записали несколько песен в этом жанре в конце 1980-х — начале 1990-х. К этому направлению можно отнести хит-сингл рэпера Sir Mix-a-Lot «Baby Got Back» (1992); однако бо́льшая часть работ Sir Mix-a-Lot недостаточно порнографична, чтобы его можно было однозначно причислять к исполнителям этого направления. Точно так же нью-джек-свинг хип-хоп группа Wreckx-n-Effect выпустила один из хитов грязного рэпа «Rump Shaker» (1992), что было исключением для её творчества. Рэпер Too Short является заметным представителем и пионером грязного рэпа, начиная с релиза своего дебютного альбома, хотя его темы варьируются от секса до гангстерской жизни.
В начале 1990-х начала приобретать самобытность сцена жанра балтимор-клаб, отмежевавшись от хаус-музыки и мейнстримового хип-хопа. Треки жанра балтимор-клаб часто содержат тексты откровенно сексуального характера, тем самым оказывая влияние на многих нынешних порнокорщиков. Геттотех и гетто-хаус (или «бути-хаус») формировались примерно в одно и то же время и даже в большей степени, чем балтимор-клаб, содержат порнографический и откровенно сексуальный контент, примером чего являются DJ Assault и DJ Funk, два артиста, которые были пионерами геттотеха и гетто-хауса соответственно.
К «белому» грязному рэпу относится российская группа «Мальчишник», существовавшая в период с 1991 по 1996 годы и известная своей песней «Секс-контроль», обличающей межрасовый секс.

## Современный грязный рэп
Грязный рэп был популярным поджанром в 1990-х и 2000-х годах, особенно в южном хип-хопе. Люк Кэмпбелл из 2 Live Crew продолжал писать грязный рэп в качестве сольного исполнителя до 2000-х годов.
Кул Кит охарактеризовал лирическое содержание своего альбома Sex Style (1997) как «порнокор». В его текстах Кит изображает себя разными персонажами, от сутенёров до извращенцев. Кит также использует сексуальные метафоры, чтобы диссить других рэперов, многие из которых связаны с уролагнией. В 2001 году Кул Кит поучаствовал в записи концептуального альбома Porn Again группы The Smut Peddlers, посвящённом грязному рэпу или порнокору. В состав Smut Peddlers входили Mr. Eon и DJ Mighty Mi из The High & Mighty и рэпер Cage.
В 2001 году Афромена выпустил комичный рэп-сингл «Crazy Rap», песню, в которой он подробно описывает различные виды секса.
Хит-сингл Кайи «My Neck, My Back (Lick It)» (из её альбома 2002 года Thug Misses), записанный в жанре секс-рэпа, впоследствии получил статус CHR — его крутили на радиостанциях формата Top-40.
Начиная с конца 1990-х годов грязный рэп стал крайне популярен среди представителей южной хип-хоп сцены (получив подзаголовок «Грязный Юг»). Достигнув пика примерно в 2005 году параллельным релизом двух хит-синглов: «Wait (The Whisper Song)» группы Ying-Yang Twins (содержащего текст откровенно сексуального характера), а также «Play» Дэвида Бэннера, оба которых были спродюсированы «отцом снэпа» Mr. Collipark. Один из ярких представителей южной сцены Plies, также выпустил ряд порнокоровых синглов, таких как «Becky» и «Fucking or What». Тем не менее, большая часть творчества музыканта была посвящена наркотикам и насилию, и он являлся порнокорщиком лишь отчасти, хотя почти все его синглы содержат элементы грязного рэпа в той или иной степени.
Некоторые примеры грязного рэпа в творчестве хип-хоп исполнителей Восточного побережья включают «Put It in Your Mouth» Akinyele, «Nasty Girl» The Notorious B.I.G., «Magic Stick» Lil’ Kim, «Oochie Wally» Bravehearts, «Tush» Ghostface Killah и Мисси Эллиотт, а также треки рэпера 50 Cent «Candy Shop» и «Ayo Technology» (при участии Джастина Тимберлейка), в котором содержатся ссылки к просмотру порно и пропаганда бисексуального поведения.
В 2012 году журнал Billboard назвал Лил Уэйна одним из самых грязных рэперов в шоу-бизнесе.
Грязный рэп обрёл новую волну популярности 2010-х годах, особенно на хип-хоп сцене Западного побережья. В 2014 году в альбоме рэпера YG My Krazy Life была выпущена песня «Do It To Ya», записанная при участии TeeFlii и спродюсированная DJ Mustard. DJ Mustard также является продюсером некоторых других недавних песен в стиле порнокор, в том числе сингла TeeFlii «24 Hours».
Несмотря на то, что в порнокоре доминируют мужчины, многие известные произведения этого жанра записаны женщинами, в том числе такими рэпершами, как: Saweetie, Мисси Эллиотт, Mia X, Lil’ Kim, Азилия Бэнкс, Cupcakke, Фокси Браун, Gangsta Boo, Shawnna, Кайя, Lil' Slow, Реми Ма, Трина, Ники Минаж, Карди Би, Doja Cat, City Girls, Брук Кэнди, Amil, Jacki-O, Хизер Хантер и Megan Thee Stallion. В конце 2015 CupcakKe стала широко известна благодаря синглу «Deepthroat» («Глубокая глотка», отсылка к знаменитому порнофильму). Музыкальные видео порнорэперши собирают миллионы просмотров на YouTube, а также на других видеохостингах, таких как WorldStarHipHop и Facebook. Все шесть её альбомов и микстейпов посвящены грязному рэпу и текстам откровенно сексуального характера.
Многие инди-рэперы, такие как Spank Rock, Bonde Do Role, Plastic Little, Peaches, Аманда Блэнк и Yo Majesty, в середине — конце 2000-х комбинировали порнокор с такими жанрами, как электро-фанк, электроклэш и EDM; эта, танцевальная версия дэнс-рэпа, получила название электро-смат (с подачи рецензентов журнала Spin). Рэперы этого направления находились под сильным влиянием балтимор-клаба и гетто-хауса.
Записанная в 2020 году порнокоровая песня «WAP» Megan Thee Stallion и Карди Би отличается ярко выраженным влиянием двух жанров, которые внесли заметный вклад в формирование «грязного рэпа» и повлияли на него; в песне присутствует тяжёлый бас, напоминающий майами-бейс, а также семпл, распространённый в балтиморской-клаб-сцене, в частности в сингле «Whores in This House» (1993) видного представителя этого жанра — Фрэнка Ски.

## Известные исполнители
- 2 Live Crew
- Gangsta Boo (сольные релизы)
- Necro (особенно в альбоме The Sexorcist)
- Too Short
- Кайя
- Cupcakke
- Three 6 Mafia
- Лил Джон
- Trina
- Lil’ Kim
- Akinyele[англ.]
- Карди Би
- Jacki-O[англ.]
- Фокси Браун
- Мисси Эллиотт
- Mia X[англ.]
- Ying Yang Twins[англ.]
- Лил Уэйн
- Ники Минаж
- Дэвид Бэннер[англ.]
- 50 Cent
- Trillville[англ.]